# Sougé (Indre)

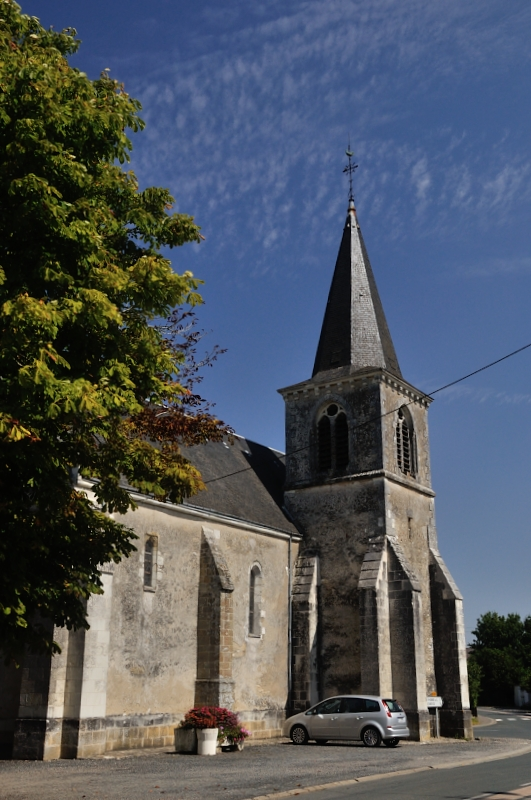
Kerk

Sougé is een gemeente in het Franse departement Indre (regio Centre-Val de Loire) en telt 164 inwoners (2004). De plaats maakt deel uit van het arrondissement Châteauroux.

## Geografie
De oppervlakte van Sougé bedraagt 13,1 km², de bevolkingsdichtheid is 12,5 inwoners per km².
De onderstaande kaart toont de ligging van Sougé (Indre) met de belangrijkste infrastructuur en aangrenzende gemeenten.

## Demografie
Onderstaande figuur toont het verloop van het inwonertal (bron: INSEE-tellingen).